# Carabás
Carabás es un álbum de estudio del solista Germán Coppini perteneciente a la compañía discográfica Nuevos Medios, editado en el año 1996, está compuesto por 16 canciones, reuniendo ritmos latinoamericanos.

## Lista de canciones
| N.º | Título                          | Duración |  |
| 1.  | «Carabás»                       |          |  |
| 2.  | «Mujer pirata»                  |          |  |
| 3.  | «Exótico»                       |          |  |
| 4.  | «Carne de primera»              |          |  |
| 5.  | «Baila, baila»                  |          |  |
| 6.  | «El astronauta»                 |          |  |
| 7.  | «Querido amigo»                 |          |  |
| 8.  | «Palabras de amor»              |          |  |
| 9.  | «Moreno y claro»                |          |  |
| 10. | «Noche de lobos»                |          |  |
| 11. | «No podrás»                     |          |  |
| 12. | «Orenella i gladiol»            |          |  |
| 13. | «Corazón de papel»              |          |  |
| 14. | «Estrella Margarita»            |          |  |
| 15. | «Chico de ayer»                 |          |  |
| 16. | «Te voy a hacer un cha-cha-chá» |          |  |